# Heriades ustulatus
Heriades ustulatus är en biart som beskrevs av Raymond Benoist 1931. Heriades ustulatus ingår i släktet väggbin, och familjen buksamlarbin. Inga underarter finns listade i Catalogue of Life.